# Wilhelm Nordberg
Wilhelm Nordberg (* 31. März 1930 in Fehring, Österreich; † 3. Oktober 1976 in Greenbelt, Maryland) war ein österreichisch-amerikanischer Physiker der NASA. Durch sein Wirken in den USA ist er auch als Bill oder William, in Österreich auch als Willi Nordberg bekannt.

## Leben und Ausbildung
Wilhelm Nordberg wurde 1930 in der oststeirischen Gemeinde Fehring geboren und verbrachte dort seine ersten Lebensjahre. 1939 wurde sein Bruder Kurt geboren. 1941 zog seine Familie nach Celje in die Untersteiermark, da sein Vater in Zidani Most als Vorstand des Heizhauses beschäftigt war. Zu Kriegsende 1945 flüchtete die Familie nach Weiz, später lebte sie in Feldbach. Nordberg absolvierte das Pestalozzi-Gymnasium in Graz, maturierte mit Auszeichnung und begann ein Physik-Studium an der Universität Graz. Unter Betreuung durch Otto Burkard schrieb er eine Dissertation mit dem Titel Der geomagnetische Effekt in der F2-Schicht und schloss 1953 sein Studium summa cum laude ab. Auf Einladung der US-Army wanderte Nordberg 1953 in die USA aus.
Nordberg war begeisterter Bergsteiger und Mitglied der Akademischen Sektion Graz im Österreichischen Alpenverein, wo er 1952 seine spätere Frau Trixi kennenlernte. 1976 starb Nordberg in Greenbelt, Maryland, an Hautkrebs.

## Forschung
Nordberg begann seine Tätigkeit am Forschungszentrum Fort Monmouth, New Jersey. In den ersten Jahren seiner Forschungen in den USA beschäftigte er sich besonders mit der Struktur der oberen Atmosphäre (Windgeschwindigkeit, Windrichtung, Zusammensetzung der Luft, Ionisierung, Temperatur) in einer Höhe von 30 bis 90 Kilometern.
1959 wechselte Bill Nordberg, wie er von seinen Kollegen in den USA genannt wurde, an das Goddard Space Flight Center und damit zur erst kürzlich gegründeten NASA. Unter seiner Führung wurden 1960 die ersten Wettersatelliten der Serie TIROS ins All geschickt. Sie konnten erstmals über Wolkenformationen und Hurrikans Auskunft geben. Nach dem TIROS-Programm arbeitete er noch an drei weiteren Satelliten-Programmen federführend mit: ITOS, Nimbus-Programm und Landsat. Als wissenschaftlicher Leiter des Landsat-Programmes koordinierte er die Arbeit von rund 300 Wissenschaftlern in 38 Ländern. Mit Landsat sollte die Satellitentechnik für die Land- und Forstwirtschaft, Ozeanografie, Geologie, Kartografie, für die Erkundung von Erz- und Öllagerstätten und zur Erforschung des antarktischen Eises und der Ozonschicht genutzt werden.
Für seine Arbeit wurde er mehrfach ausgezeichnet: 1965 erhielt er den von der NASA verliehenen Exceptional Scientific Achievement Award. 1969 zeichnete ihn die US-amerikanische National Oceanic and Atmospheric Administration für die Planung des Barbados-Experimentes aus. 1975 wurde er mit dem William T. Pecora Award und der höchsten NASA-Auszeichnung, der Distinguished Service Medal, ausgezeichnet. 1974 stieg er zum Direktor für Weltraumanwendung bei der NASA auf.

## Wirkung
Heute gilt Nordberg als „Vater“ der Wetter- und Fernerkundungssatelliten. Dies wurde auch mit dem 1987 in Graz vom 7. bis 9. September durchgeführten internationalen Willi Nordberg-Symposium unterstrichen. An diesem Kongress nahmen Wissenschaftler aus Ost und West teil und würdigten seine Arbeit. Die NASA vergibt jährlich den William Nordberg Memorial Award for Earth Science, COSPAR vergibt alle zwei Jahre die William Nordberg Medal.
Im Jahr 2010 veranstaltete die oststeirische Stadtgemeinde Fehring anlässlich seines 80. Geburtstages ein Symposium und eine Ausstellung unter dem Titel Nordberg. Der Weg in den Weltraum. Die wissenschaftliche Begleitung übernahm das Ludwig Boltzmann-Institut für Kriegsfolgen-Forschung und das Institut für Weltraumforschung, Österreichische Akademie der Wissenschaften. Die Ausstellung porträtiert die Persönlichkeit vor dem Hintergrund des Wettlaufes der Supermächte in das Weltall im Kalten Krieg, die heutige Nutzung der Satellitentechnik für Wettervorhersagen, Klimaforschung und kommerzieller Satellitennutzung sowie des Mythos Weltraum (Science-Fiction). Die Ausstellung war bis 31. Oktober 2010 zu sehen und wurde danach in eine verkleinerte Dauerausstellung überführt.